# Marie Reisik

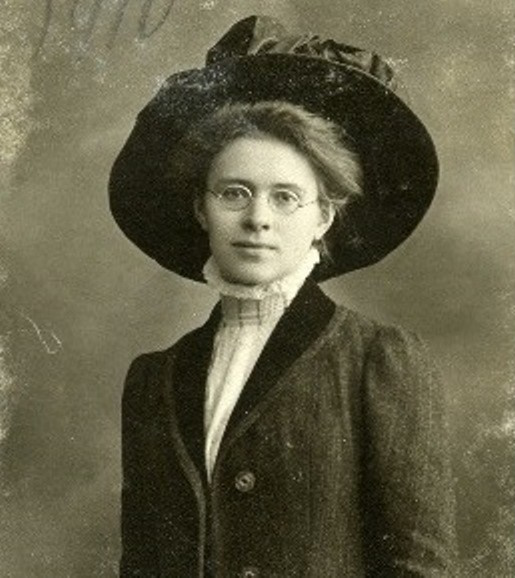
Marie Reisik, etwa 1910

Marie Reisik (* 6. Februar 1887 als Marie Tamman in Kilingi-Nõmme, Pärnumaa; † 3. August 1941 in Tallinn, Harjumaa) war eine estnische Feministin, Lehrerin und Politikerin. Zu Beginn des 20. Jahrhunderts war sie das Gesicht der estnischen Frauenbewegung.

## Leben

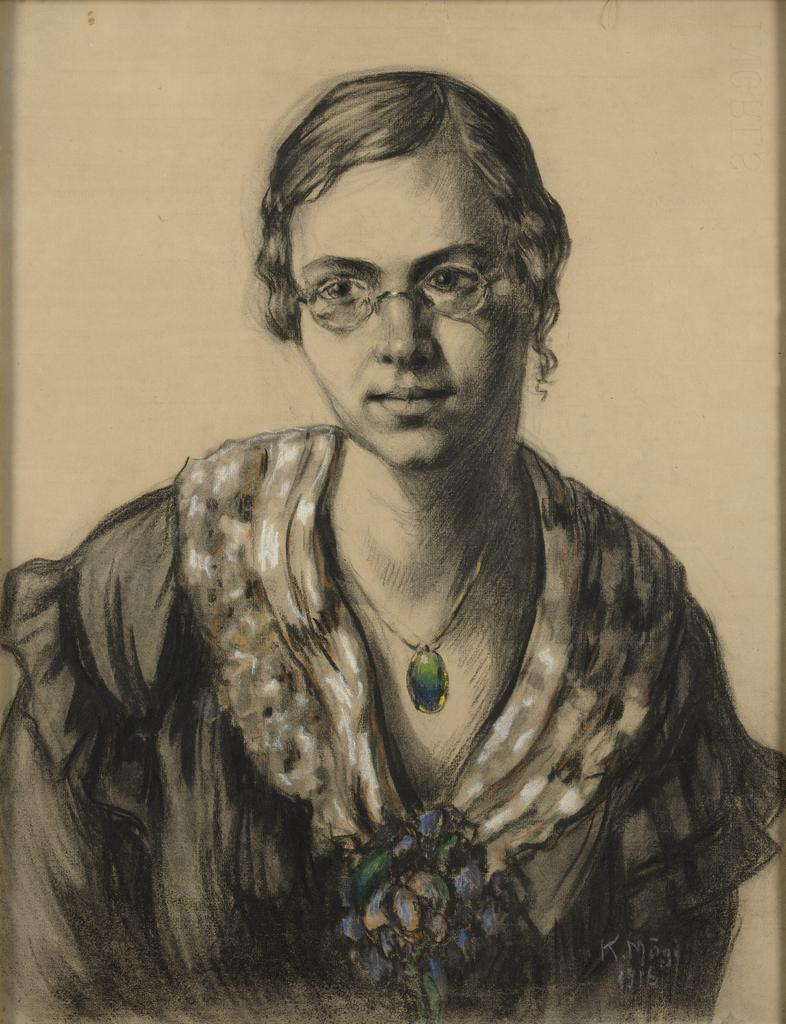
"Marie Reisiku portree" von Konrad Mägi

### Kindheit und Ausbildung
Reisik war das vierte Kind des Flachshändlers Tõnis Tamman und Liisa Tamman. Ihr Vater besaß drei Häuser in Kilingi-Nõmme. Regelmäßig kamen Persönlichkeiten aus der Kunst- und Kulturszene wie etwa Mina Härma, Anna Haava und Aino Tamm zu Besuch. Die Begegnungen ermutigten Reisik zu ihrem politischen und feministischen Bestreben in ihrer späteren Karriere.
Reisik besuchte das russischsprachige Mädchengymnasium in Pärnu. Während ihrer Schulzeit las sie moderne, europäische Literatur und interessierte sich für Philosophie und das Weltgeschehen. Sie sprach neben Estnisch fließend Englisch, Deutsch, Russisch und Französisch und strebte eine Ausbildung als Lehrerin an. Im April 1908 ging sie für ein paar Monate nach Paris, um ihre französischen Sprachkenntnisse zu verbessern und ein Diplom als Französischlehrerin zu erhalten. Nach ihrer Rückkehr Anfang August desselben Jahres unterrichtete sie an einer Gemeindeschule in Torma. 1910 zog sie nach Tartu und nahm einen Job an einer Grundschule an.

### Eheleben mit Peeter Reisik
1911 heiratete Marie den Anwalt Peeter Reisik und nahm seinen Familiennamen an. Zwischen 1906 und 1922 hatten sie einen regen Briefwechsel, wann immer sie einige Zeit voneinander getrennt waren. In etwa 800 Briefen schrieben sie über ihre Liebe zueinander und ihre momentane Lebenssituation. Während ihres Studiums in Paris berichtete Reisik von ihren Studien, ihren Reiseerlebnissen und dem kulturellen Leben in Frankreich.

### Feministisches und politisches Engagement
Im Jahre 1907 war Reisik Mitgründerin der ersten Frauenorganisation Eesti Naesterahvaste Selts in Tartu. Im Rahmen von Veranstaltungen wurden Frauenrechte beworben, aber auch Haushalts- und Handwerkskurse für Frauen angeboten und die Zeitschrift Käsitööleht zu handwerklichen Themen veröffentlicht.
Im Jahr 1911 gründete Reisik das erste estnische Frauenmagazin unter dem Titel Naisterahva Töö ja Elu als Anhang der Käsitööleht, welches für ein weibliches Publikum konzipiert war und sich mit frauenrechtlichen und Haushaltsthemen beschäftigte. Bis 1918 war sie als Chefredakteurin tätig. Unter den Autoren der Artikel befanden sich einige kulturelle Persönlichkeiten dieser Zeit wie etwa Lilli Suburg, Alma Ostra-Oinas, Marta Lepp, Johanna Sild-Rebane, Marta Sillaots und Salme Pruuden.
Im Mai 1917 initiierte sie den ersten Estnischen Frauenkongress in Tartu. Einige Monate zuvor hatten Frauen in Estland das Wahlrecht erworben, wodurch sie sich am politischen Geschehen beteiligen konnten. In den Jahren 1920, 1925, 1930 und 1935 fanden vier weitere Frauenkongresse statt. Im Zuge des ersten Kongresses entstand die Idee zur Gründung der Eesti Naisorganisatsioonide Liit (Estnische Frauenunion). 1920 wurde dieses Vorhaben realisiert. Reisik fungierte als erste Vorsitzende und treibende Kraft der estnischen Frauenbewegung. 1930 wurde die Frauenunion in Eesti Naisliit (Estnische Frauenvereinigung) umbenannt. Reisiks Bemühungen vereinten Frauen in ganz Estland zu einer feministischen Bewegung und halfen, politische Aktivisten aufzubauen.
Im Jahr 1919 wurde Reisik in die Asutav Kogu (verfassungsgebende Versammlung der Republik Estland) gewählt. Die Versammlung, welche aus 120 Mitgliedern bestand, hatte mit Marie Reisik, Alma Ostra-Oinas, Emma Asson, Marie Helene Aul, Minni Kurs-Olesk, Helmi Press-Jansen und Johanna Päts nur sieben gewählte, weibliche Mitglieder. Reisik arbeitete ab April 1919 am Entwurf der estnischen Verfassung mit.

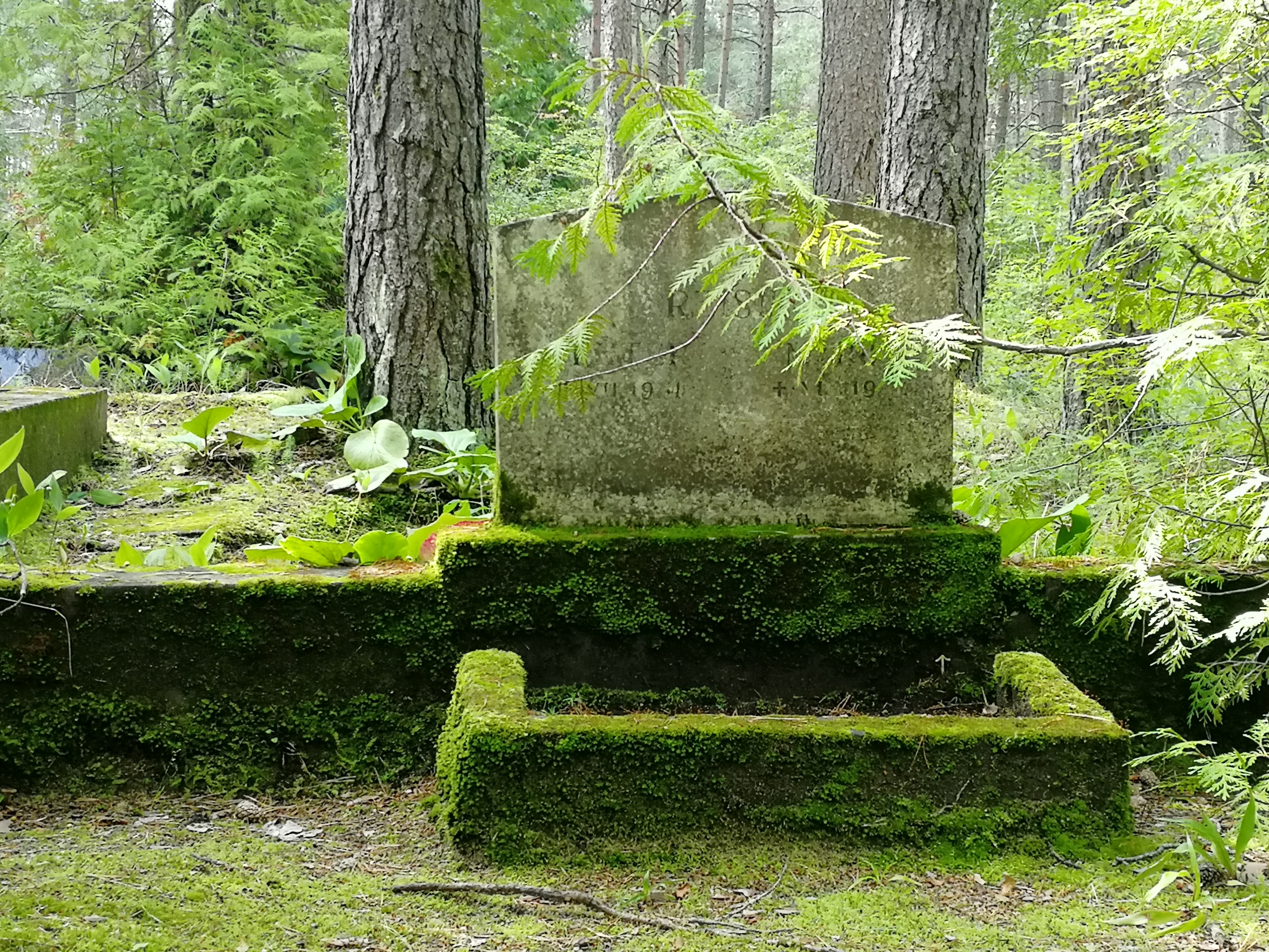
Grab von Marie und Peeter Reisik am Liiva Friedhof in Tallinn

Bei den 4. und 5. Parlamentswahlen 1929 und 1932 erhielt sie einen Sitz im Riigikogu (estnisches Parlament), den sie bis zum Ende des Einkammersystems und der daraus folgenden Dienstenthebung des Parlaments am 2. Oktober 1934 innehatte.
Reisik war das einzige weibliche Parteimitglied der Eesti Rahvaerakond (Estnische Volkspartei) unter dem Vorsitz des mehrmaligen Ministerpräsidenten Jaan Tõnisson. Reisik erfreute sich solch politischer Beliebtheit, dass sie bei den 5. Parlamentswahlen sogar mehr Wählerstimmen erhielt als Tõnisson.
Mit der Annexion Estlands durch die Sowjetunion im Jahr 1940 wurde die Frauenunion aufgelöst. Ab 1941 wurde Reisik vom NKWD gesucht. Am 3. August desselben Jahres verstarb sie im Zentralkrankenhaus in Tallinn. Die Todesursache ist unklar. Zwei Tage später wurde sie auf dem Liiva Friedhof im Grab ihres Mannes beigesetzt.

## Veröffentlichungen

### Herausgeberschaften
- Käsitööleht
- Naisterahva Töö ja Elu. 1911–1918